# Саво Бесаровић
Саво Бесаровић (Сарајево, 26. фебруар 1889. — Сарајево, 10. септембар 1945.) био је правник, члан Хрватског државног сабора (Сабора НДХ) и министар у Влади НДХ.

## Биографија
Саво Бесаровић рођен је 26. фебруара 1889. године у Сарајеву. Потицао је из старе српске породице. Основну школи у гимназију је завршио Сарајеву, а на универзитетима у Бечу и Загребу је завршио право. Након завшетка студија, отворио је адвокатску канцеларију у Сарајеву. Постао је члан и Југословенске радикалне заједнице, а на изборима за народне посланике Краљевине Југославије 1938. године изабране је за посланика на листи Милана Стојадиновића у Сарајевском срезу.
Био је близак пријатељ Анта Павелића и на његов позив дошао је на засједање Хрватског државног сабора 23. новембра 1942. године. Током друго засједања Сабора, положио је заклетву на вијерност поглавнику. Постао је државни министар у Влади НДХ 11. октобра 1943. године.
Након слома НДХ, не напушта земљу, нове југословенска власти га хапсе. Врховни суд Босне и Херцеговине у Сарајеву осудио га је 1945. године на смрт стрељањем. Тачке оптужнице биле су сарадња са НДХ као „самозвани представник Срба Босне и Херцеговине” и улазак у Сабор НДХ, улазак у Владу НДХ 1943. и наредба на принудну мобилизаицју у Домобранство.